# Компания негодяев
Компания негодяев (англ. Badmaash Company) — индийский кинофильм, премьера которого состоялась 7 мая 2010 года.
Слоган к фильму: «Они делают плохие поступки для достижения хорошей цели».

## Сюжет
В 1994 году в Бомбее, трое выходцев из среднего класса Каран, Зиг и Чанду после окончания колледжа пытаются заработать провозя контрабандой товары из Бангкока. В этой поездке они встречают Буль-Буль, которая присоединяется к ним. После удачного завершения дела они создают компанию под названием «Друзья и компания». Их фирма занимается контрабандой в Индию фирменную обувь из Банкгока, минуя таможенную пошлину. Схема разработанная Караном позволяет провозить товары за бесценок, в то время как пошлина составляет 120% от стоимости товара.
Каран рассказывает о своем бизнесе родителям, и его отец, не одобрив это, выгоняет сына, который уходит жить к Бюль-Бюль.
Индийское правительство решает снизить импортные пошлины на иностранную продукцию, и тогда друзья понимают, что их бизнесу конец. Каран предлагает переехать в Америку и там продолжить свой бизнес. Приехав в США, они встречаются с дядей Карана, который помогает им. В Америке их бизнес процветает, до тех пор пока все начинают понимать, что Каран изменился. От него все отворачиваются. Оставшись один, он подвергается аресту - его сажают в тюрьму на шесть месяцев.
После освобождения Каран начинает работать на своего дядю за маленькую зарплату. Однажды в кафе он встречает Бюль-Бюль, и выясняется, что она беременна. Как раз в это время у дяди начинаются проблемы в бизнесе, и Каран предлагает ему помощь, но для этого ему нужно помириться с друзьями, и это ему удается. Они снова создают свою компанию, но уже как Акционерное общество. Друзьям удается решить дядину проблему.
В конце фильма мы видим как Каран, Бюль-Бюль и их ребенок, вместе с отцом, мамой и дядей гуляют на природе - они счастливы.

## В ролях
- Шахид Капур — Каран Капур
- Анушка Шарма — Бюль-Бюль
- Вир Дас — Зиг
- Мейянг Чанг — Чанду
- Паван Малхотра — Маму Джаз
- Анупам Кхер — отец Карана
- Киран Джунея — мать Карана
- Джамиль Хан — Арчи
- Шалини Чандран — сестра Карана

## Место съёмок
Съёмки проходили Нью-Йорке. Атлантик-Сити, Филадельфии, Бангкоке, Мумбаи и Хайдарабаде.